# Resolució 1741 del Consell de Seguretat de les Nacions Unides
La Resolució 1741 del Consell de Seguretat de les Nacions Unides fou adoptada per unanimitat el 30 de gener de 2007. Després de reafirmar totes les resolucions sobre la situació entre Eritrea i Etiòpia, particularment les resolucions 1320 (2000), 1430 (2003),  1640 (2005), 1681 (2006) i 1710 (2006), el Consell va ampliar el mandat de la Missió de les Nacions Unides a Etiòpia i a Eritrea (UNMEE) per un període de sis mesos fins al 31 de juliol de 2007.

## Resolució

### Observacions
El Consell de Seguretat va reafirmar el seu suport al procés de pau entre els dos països i la plena implementació de l'acord d'Alger (2000) i la decisió de la Comissió de Fronteres Eritrea-Etiòpia (EEBC) que era important per a una pau duradora a la regió.
Va reafirmar la integritat i el respecte per la Zona de Seguretat Temporal (TSZ), i va encomanar a la MINUEE perquè funcionava en circumstàncies difícils.

### Actes
El mandat del mandat de la UNMEE es va ampliar per sis mesos. El Consell va aprovar la reconfiguració dels nivells de tropes de la UNMEE de 2.300 a 1.700 efectius militars, inclosos 230 observadors militars. Va exigir que Eritrea complís la resolució 1640 eliminant les seves tropes i equips de la TSZ, mentre que Etiòpia va haver d'acceptar la decisió de la decisió de la CEE sobre la frontera recíproca. A més, tant Etiòpia com Eritrea havien d'exercir la màxima restricció i abstenir-se de les amenaces i l'ús de la força.
Mentrestant, lamentant la manca de progrés en la demarcació, el Consell va demanar a totes les parts que cooperessin plenament amb l'EEBC en el procés de demarcació i proporcionin a la UNMEE l'assistència, el suport, la protecció i l'accés necessaris .
Es va demanar a la comunitat internacional que continués donant suport a la UNMEE i contribuint al fons fiduciari establert a la Resolució 1177 (1998). El secretari general de les Nacions Unides, Ban Ki-moon, havia de presentar un informe de progrés a finals d'abril de 2007.